# アレクサンダー・デニス・E350H
エンバイロ・350H（Enviro 350H、略称：E350H）は、イギリスのアレクサンダー・デニスが生産する大型ノンステップハイブリッドバスの車台である。

## 概要
2010年から生産が始まり、業務運営のバスはまだない。とりあえずヨーロッパしか試運転が行われずに、まずスペイン及びポルトガルで試運転を行い、それからはオーストラリアの予定である。
この製品に向ける車体は設けられない。